# 智水站
智水站（：／ Chisu yŏk */?）是朝鮮民主主義人民共和國平安南道新陽郡的一個鐵路車站，属于平罗线。

## 邻近车站
平罗线
仁平站 - 智水站 - 阳德站